# Imazekia ryukyuensis
Imazekia ryukyuensis — вид грибів, що належить до монотипового роду  Imazekia.